# Лома-Бланка
Лома-Бланка (исп. Loma Blanca) — деревня на северо-западе Аргентины. Входит в состав провинции Ла-Риоха, в департамент Хенераль-Бельграно. По состоянию на 2001 год население Ломы-Бланки составляет 677 человек.
Лома-Бланка считается родиной известной аргентинской песни «Каминито».